# Đội tuyển Fed Cup Montenegro
Đội tuyển Fed Cup Montenegro đại diện Montenegro ở giải đấu quần vợt Fed Cup và được quản lý bởi Liên đoàn Quần vợt Montenegro.  Đội hiện tại thi đấu ở Nhóm III khu vực Âu/Phi.

## Lịch sử
Montenegro tham dự kì Fed Cup đầu tiên vào năm 2007, về đích thứ 3 ở Nhóm III.
Các vận động viên Montenegro chơi cho Serbia & Montenegro giai đoạn 2004–06 và Nam Tư trước đó.
Montenegro giành quyền thăng hạng đầu tiên từ Nhóm III lên Nhóm II vào năm 2011 với trận thắng trước Tunisia ở Play-Off thăng hạng.

## Đội hình hiện tại
- Danka Kovinić
- Ana Veselinović
- Anja Drašković
- Edisa Hot

## Trận đấu
Danh sách đầy đủ các trận đấu của Fed Cup Montenegro (từ khi độc lập):
| Thứ tự | Năm  | Đối thủ  | Tỉ số cuối cùng |
| ------ | ---- | -------- | --------------- |
| 1      | 2007 | Malta    | 3:0             |
| 2      | 2007 | Latvia   | 0:3             |
| 3      | 2007 | Moldova  | 3:0             |
| 4      | 2007 | Ireland  | 1:2             |
| 5      | 2008 | Moldova  | 2:1             |
| 6      | 2008 | Phần Lan | 1:2             |
| 7      | 2008 | Armenia  | 1:2             |
| 8      | 2008 | Maroc    | 0:3             |
| 9      | 2008 | Ai Cập   | 1:2             |

Ghi chú: Montenegro ghi điểm đầu tiên